# Joël Robert

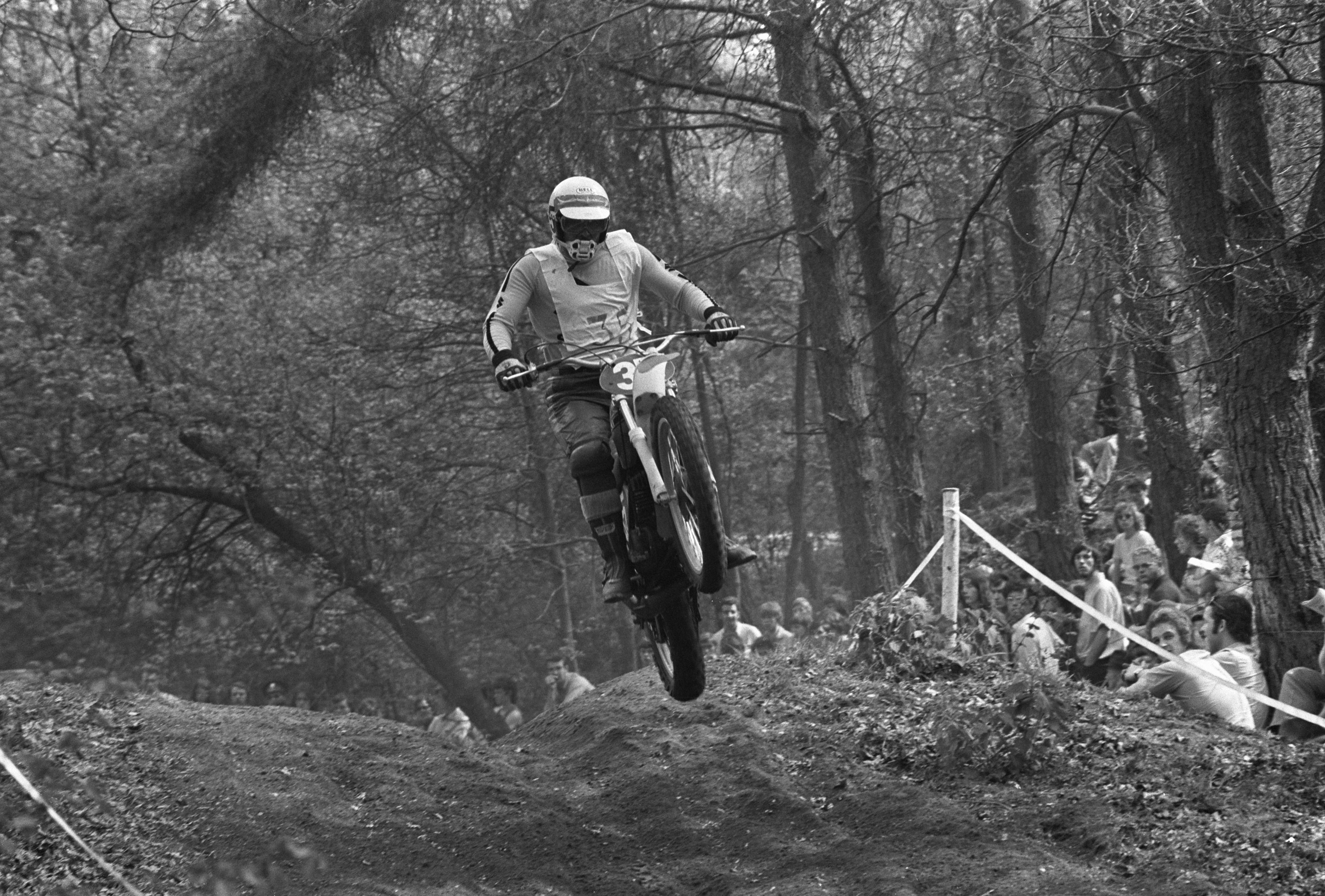
Joël Robert 1972

Joël Robert (* 26. November 1943 in Châtelet, Belgien; † 13. Januar 2021 in Belgien) war ein belgischer Motocross-Rennfahrer und sechsfacher Weltmeister.
Robert gewann 1964 als damals jüngster Fahrer der Geschichte auf ČZ den WM-Titel in der Klasse bis 250 cm³. Es folgten nach drei zweiten WM-Plätzen zwei weitere Titel mit ČZ. Nach seinem Wechsel zu Suzuki konnte Robert drei weitere Weltmeisterschaften einfahren und somit fünf Titel in Folge gewinnen. 
Roberts Rekord von 50 Laufsiegen hatte über 30 Jahre lang Bestand und wurde erst 2004 von Stefan Everts gebrochen. Zuletzt war Robert als Manager des belgischen Motocross-Nationenteams aktiv. In der Filmkomödie Aaltra hatte er 2004 einen Auftritt als er selbst.
Robert litt an Diabetes und hatte bereits fünf Schlaganfälle hinter sich, als er Anfang 2021 während der COVID-19-Pandemie in Belgien an den Folgen einer SARS-CoV-2-Infektion starb.

## WM-Resultate
- 1964 250 cm³: 1. (ČZ)
- 1965 250 cm³: 2. (ČZ)
- 1966 250 cm³: 2. (ČZ)
- 1967 250 cm³: 2. (ČZ)
- 1968 250 cm³: 1. (ČZ)
- 1969 250 cm³: 1. (ČZ)
- 1970 250 cm³: 1. (Suzuki)
- 1971 250 cm³: 1. (Suzuki)
- 1972 250 cm³: 1. (Suzuki)